# Копычинцы
Копы́чинцы (укр. Копичинці (прослушатьо файле) — город в Чортковском районе Тернопольской области Украины. Административный центр Копычинецкой городской общины.
До 2020 года входил в Гусятинский район.

## Географическое положение
Город находится на берегу реки Ничлавка, в месте впадения в неё реки Рудка Малая. Выше по течению на расстоянии 3 км расположено село Яблонов, ниже по течению на расстоянии в 0,5 км расположено село Котовка.

## Население
По состоянию на 1 января 2025 года численность населения составляла 6899 человек.

### Языковой состав
Родной язык населения по данным переписи 2001 года:
| Язык       | Численность, чел. | Доля     |
| ---------- | ----------------- | -------- |
| Украинский | 6 902             | 98,56 %  |
| Русский    | 72                | 1,03 %   |
| Другое     | 29                | 0,41 %   |
| Итого      | 7 003             | 100,00 % |

## История
Археологические исследования
Люди тут жили давно. На территории Копычинцев археологами найдено поселение трипольской культуры и славянское городище.  

Польский период
Первое письменное упоминание о Копычинцах в первой половине XIV века. Известно со второй половины XIV века как Копачин, или Копычин, в который входили местности Капицы (Кабовцы), Гора-Мораки, Кардашевка, Голодеевка, Кутець. С 4-й четверти XIV века поселением владели шляхтичи Копычинские (Копичинские) герба Копач (Топач), которые подписывались из Бествины. Благодаря им Копычинцы получили статус города. Владелец города Прандота Копычинский из Бествины записан свидетелем в фундационных грамотах Михала Абданко 1379 года. После смерти Прандоты городом владели его потомки. 
Население города часто терпело нападения татар и турок. В 1443 году была построена крепость и каменный храм. В 1564 году поселение получило магдебургское право и статус города. 
В 1651 году между польской армией и  казацкими войсками состоялась битва под Копычинцами.
Австрийский период
В 1772 году в результате первого раздела Речи Посполитой Копычинцы перешли к Австрии. С 1809 года Копычинцы отошли в состав России в результате подписания в 1807 году Александром I Тильзитского мира с Наполеоном. В 1815 году Копычинцы перешли снова в Австрию в результате Венского конгресса. 

В 1850 году через Копычинцы построена каменная дорога Тернополь – Залещики. 10 мая 1884 г. в городе состоялось выступление крестьян против власти, которые хотели провести дорогу через земли крестьян. В городе объявили осадное положение. Жандармы стреляли в выступающих. Из Чорткова вызвали отряд пехоты, и требовали кавалерию.
В конце XIX — начале XX века в городе построили завод по производству масла, 2 пивоварни, мельницу и кирпичный завод. Из промышленности здесь была игрушечная фабрика, консервный завод и сельхозтехникум.

Западно-украинская и Украинская народная республика
В ноябре 1918 г. город вошел в состав ЗУНР. 
22 января 1919 вошло в состав УНР.  

Межвоенный период
Во время советско-польской войны Копычинцы оказались в составе Польши. После окончания Копычинцы остались в составе Тарнопольского воеводства Польши до сентября 1939 года, в дальнейшем вошли в состав СССР.
В 1939 году получен статус город.

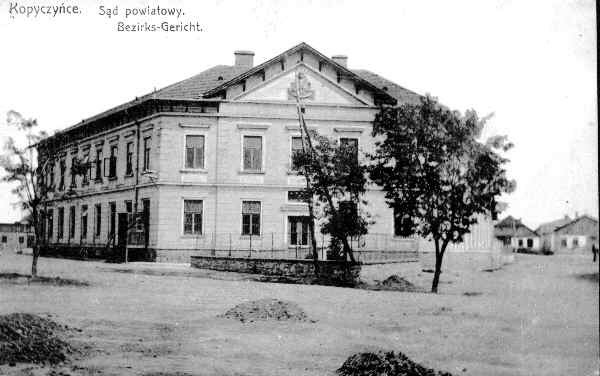
Суд в Копычинцах на польской почтовой открытке 1919 года

В ходе Великой Отечественной войны 6 июля 1941 года был оккупирован немецкими войсками. В период оккупации всё еврейское население было уничтожено.
Освобождён 23 марта 1944 года войсками 1-го Украинского фронта в ходе Проскуровско-Черновицкой операции:
- 1-я танковая армия — 8-й гвардейский механизированный корпус (генерал-майор Дрёмов Иван Фёдорович) в составе: 20-й гвардейской механизированной бригады (полковник Бабаджанян Амазасп Хачатурович), 1-й гвардейской танковой бригады (полковник Горелов Владимир Михайлович); 40-я гвардейская танковая бригада (полковник Кошелев Иван Андреевич) 11-го гвардейского танкового корпуса (генерал-лейтенант танковых войск Гетман Андрей Лаврентьевич).[9]

В 1973 году здесь действовали фабрика резиновых игрушек, рыбхозяйство и сельскохозяйственный техникум бухгалтерского учёта.
В январе 1989 года численность населения составляла 7327 человек, в это время крупнейшими предприятиями являлись фабрика резиновых изделий и консервный завод.
В мае 1995 года Кабинет министров Украины утвердил решение о приватизации находившихся в городе АТП-16143 и райсельхозтехники.

## Транспорт
Железнодорожный узел, станция Копычинцы.
Через город проходят автомобильные дороги М-19 (E 85), Т-2011

## Известные уроженцы
В городе родились:
- Пинхас Лавон (род. 1904 г.) — один из лидеров еврейского рабочего движения и израильский государственный деятель.
- Митрополит Мефодий (род. 1949 г.) — предстоятель Украинской автокефальной православной церкви
- Василий Михайлович Иванчук (род. 1969 г.) — украинский шахматист, международный гроссмейстер.

## Экономика
- «Адонис», ООО.
- Копичинецкое АТП 16143, ОАО.
- «Будивельник К», ООО.
- мужская исправительная колония № 112[13].

## Объекты социальной сферы
- Школа № 1
- Школа № 2
- Музыкальная школа
- Детский сад
- Больница
- Музей театрального искусства

## Достопримечательности

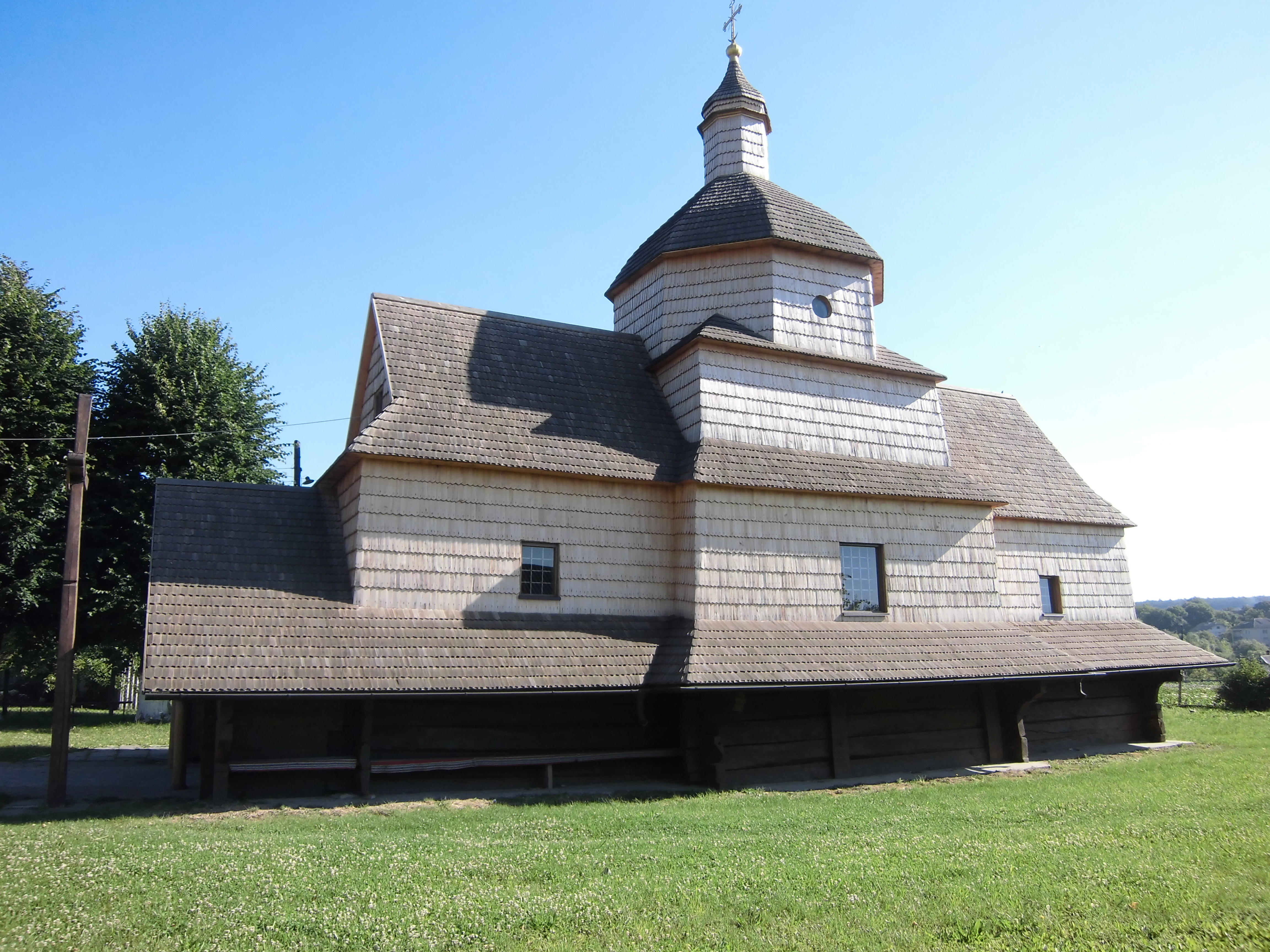
Деревянная Воздвиженская церковь

- Деревянная Воздвиженская церковь с колокольней (1630)
- Костел Успения Марии (1802) в центре города, ул. Шевченка, 17
- Мурованная церковь Рождества (1898)
- Греко-католический храм св. Николая (1900, архитектор В. Нагирний)
- Народный дом (1910, архитектор Бабьяк, мастер К. Геваницкий)
- Синагога